# Art Renewal Center

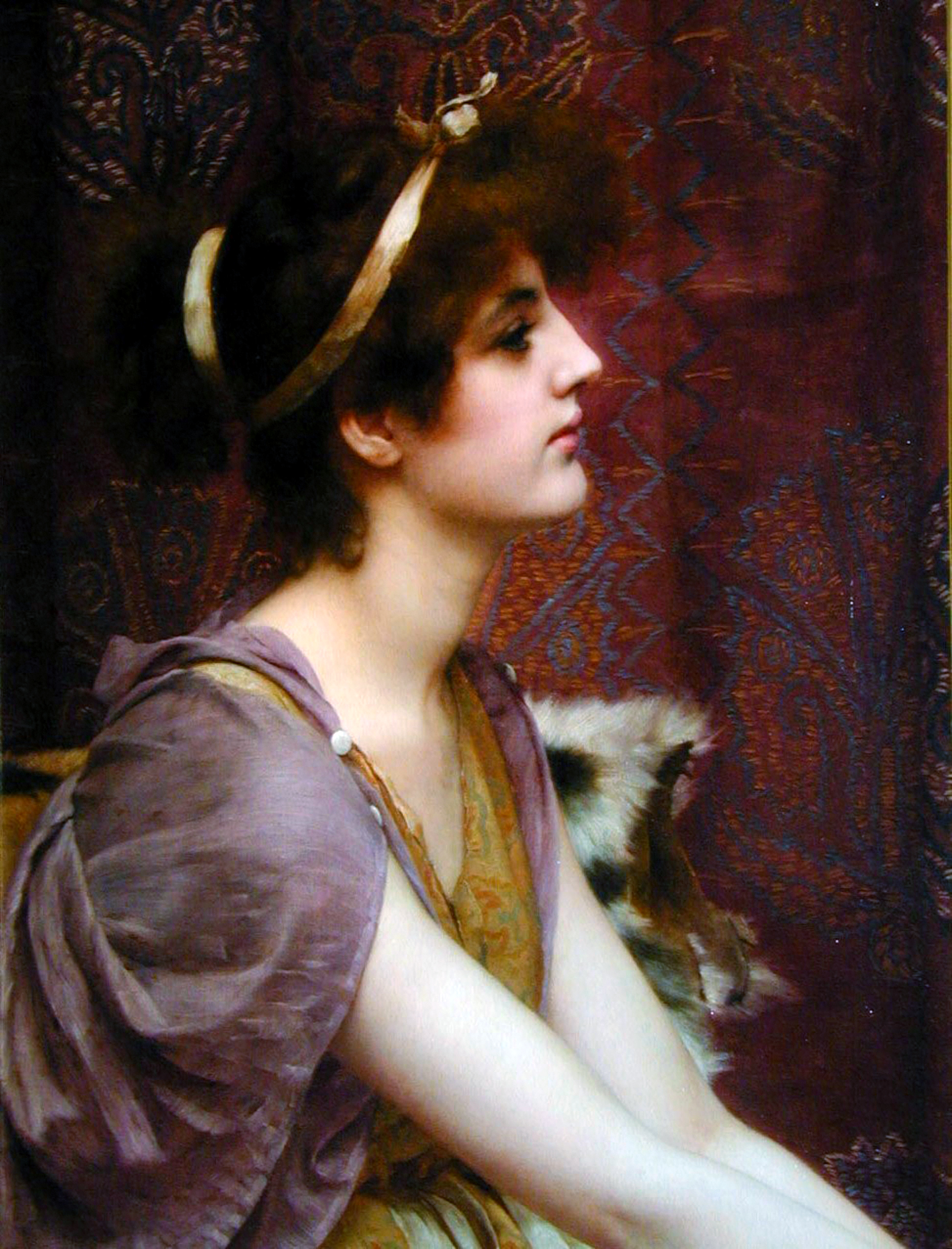
Classical Beauty par John William Godward.

L'Art Renewal Center (féquemment abrégé ARC) est une organisation culturelle américaine créée en 2000. Il héberge le plus grand musée en ligne consacré à l'art réaliste (lequel comprend des œuvres de maîtres anciens, de réalistes du XIXe siècle et de réalistes contemporains) et organise depuis 2003 un concours d'art réaliste international, ARC Salon Competition, dont les œuvres sélectionnées font ensuite partie d'une exposition itinérante intitulée ARC Salon.

## Description
L'Art Renewal Center a été fondé en 2000 par un groupe d'artistes, d'historiens, de collectionneurs et de passionnés d'art dirigé par Fred Ross, qui est toujours son actuel directeur. Le centre défend les valeurs de l'art académique et s'oppose au modernisme. Sa proposition repose sur l'idée que les normes académiques sont essentielles à la formation d'un bon artiste, et que le modernisme n'a pas réussi à créer un langage capable de transmettre le sens de manière satisfaisante, ni à améliorer la technique. 
Le groupe est critique de la plus grande partie de l'art du XXe siècle car, selon eux, il présente des faiblesses techniques, porte peu d'idées et se concentre sur des sujets triviaux. Néanmoins quelques artistes du XXe siècle sont appréciés, comme Maxfield Parrish, Norman Rockwell et un certain nombre de peintres réalistes contemporains, répertoriés dans la « Living Masters List » (Liste des maîtres vivants) de l'ARC.
L'Art Renewal Center fait activement la promotion de l'artiste français William-Adolphe Bouguereau, considéré selon eux comme étant, non seulement le plus grand artiste français du XIXe siècle, mais également « sans aucune mesure l'un des plus grands génies artistiques de l'histoire ». Quelques membres du Art Renewal Center sont impliqués dans le projet « Bouguereau catalogue raisonné ».
L'Art Renewal Center encourage aussi le développement des styles et méthodes traditionnels de peinture, par exemple par la formation au sein d'atelier de peinture, ou en organisant une compétition annuelle depuis 2003, la ARC Salon Competition.
L'ARC fonctionne principalement par le biais d'un site web qui regroupe articles, revues critiques et images. Il parraine ou encourage également un certain nombre d'artistes contemporains et d'écoles d'art qui partagent ses principes. En raison de ses positions, l'ARC s'est attiré de nombreuses critiques, même de la part de ceux qui ont des réserves à l'égard du modernisme. 
L'ARC gère également un programme qui offre des bourses d'études et un salon annuel avec des récompenses. 

## Musée en ligne
Ses collections d'images d'art incluent de nombreuses œuvres de la Renaissance, du baroque, du rococo, du romantisme et de l'académisme français. On y trouve également quelques artistes impressionnistes comme Monet et Manet. 

## Compétition et exposition ARC Salon
De nombreux prix sont décernés via des partenariats avec des structures artistiques diverses : magazines (Fine Art Connoisseur, PleinAir magazine, Collections magazine), galeries (Arcadia Contemporary), écoles d'art (Da Vinci Initiative, Aristides atelier), évènements (Fashion Week de San Diego).